# Akademie für Öffentliches Gesundheitswesen in Düsseldorf
Die Akademie für Öffentliches Gesundheitswesen in Düsseldorf (vormals Akademie für Staatsmedizin) ist eine rechtsfähige Anstalt des öffentlichen Rechts. Die Rechtsaufsicht übt das Ministerium für Arbeit, Gesundheit und Soziales des Landes Nordrhein-Westfalen aus. Die 1971 gegründete Akademie wird von den zehn Ländern Berlin, Brandenburg (seit 1. Januar 2018), Bremen, Hamburg, Hessen, Mecklenburg-Vorpommern (ab 1. Januar 2019), Niedersachsen, Nordrhein-Westfalen, Rheinland-Pfalz, Schleswig-Holstein und Thüringen (seit 1. Januar 2021) finanziert. Direktorin war zwischen 2014 und Februar 2022 Ute Teichert.
Aufgabe der Akademie ist die Aus-, Fort- und Weiterbildung aller Beschäftigten im Öffentlichen Gesundheitsdienst sowie die angewandte Wissenschaft im Bereich Öffentliches Gesundheitswesen. 2018 hat die Akademie 184 Aus-, Fort- und Weiterbildungen mit 1.048 Veranstaltungstagen, 5.138 Teilnehmern und 28.070 Teilnehmertagen an 36 Orten der beteiligten Länder durchgeführt. 62 Veranstaltungen fanden in Düsseldorf statt. Die Akademie verfügt über 26 fest angestellte Mitarbeiter.
Ein Kuratorium bestimmt die Richtlinien der Tätigkeit der Akademie und überwacht die Erfüllung ihrer Aufgaben. Die Arbeit der Akademie wird durch einen Förderverein unterstützt, der von Absolventen getragen wird.